# Suré
Pour les articles homonymes, voir Sûre.
Pour l’article ayant un titre homophone, voir Surré.
Suré est une commune française, située dans le département de l'Orne en région Normandie, peuplée de 278 habitants.

## Géographie
La commune est aux confins du Perche et du Saosnois. Administrativement, cette position lui vaut à la fois d'être rattachée au département de l'Orne (arrondissement de Mortagne-au-Perche) et d'adhérer à la communauté de communes Maine Saosnois. Son bourg est situé à 3,5 km au nord-est de Mamers, à 9 km au sud de Pervenchères et à 14 km à l'ouest de Bellême.
Le point culminant (181 m) se situe en limite nord-ouest, près du lieu-dit Rue Bourdelière. Le point le plus bas (93 m) correspond à la sortie de l'Orne saosnoise du territoire, au sud.
| Montgaudry                           | La Perrière    | La Perrière              |
| Marollette (Sarthe), Mamers (Sarthe) | Suré           | Chemilli                 |
| Mamers (Sarthe)                      | Origny-le-Roux | Chemilli, Origny-le-Roux |

### Hydrographie
La commune est située dans le bassin Loire-Bretagne. Elle est drainée par l'Orne Saosnoise et le Clinchamps,,.
L'Orne saosnoise, d'une longueur de 53 km, prend sa source dans la commune de Montgaudry et se jette  dans la Sarthe à Montbizot, face à Sainte-Jamme-sur-Sarthe, après avoir traversé 19 communes. 

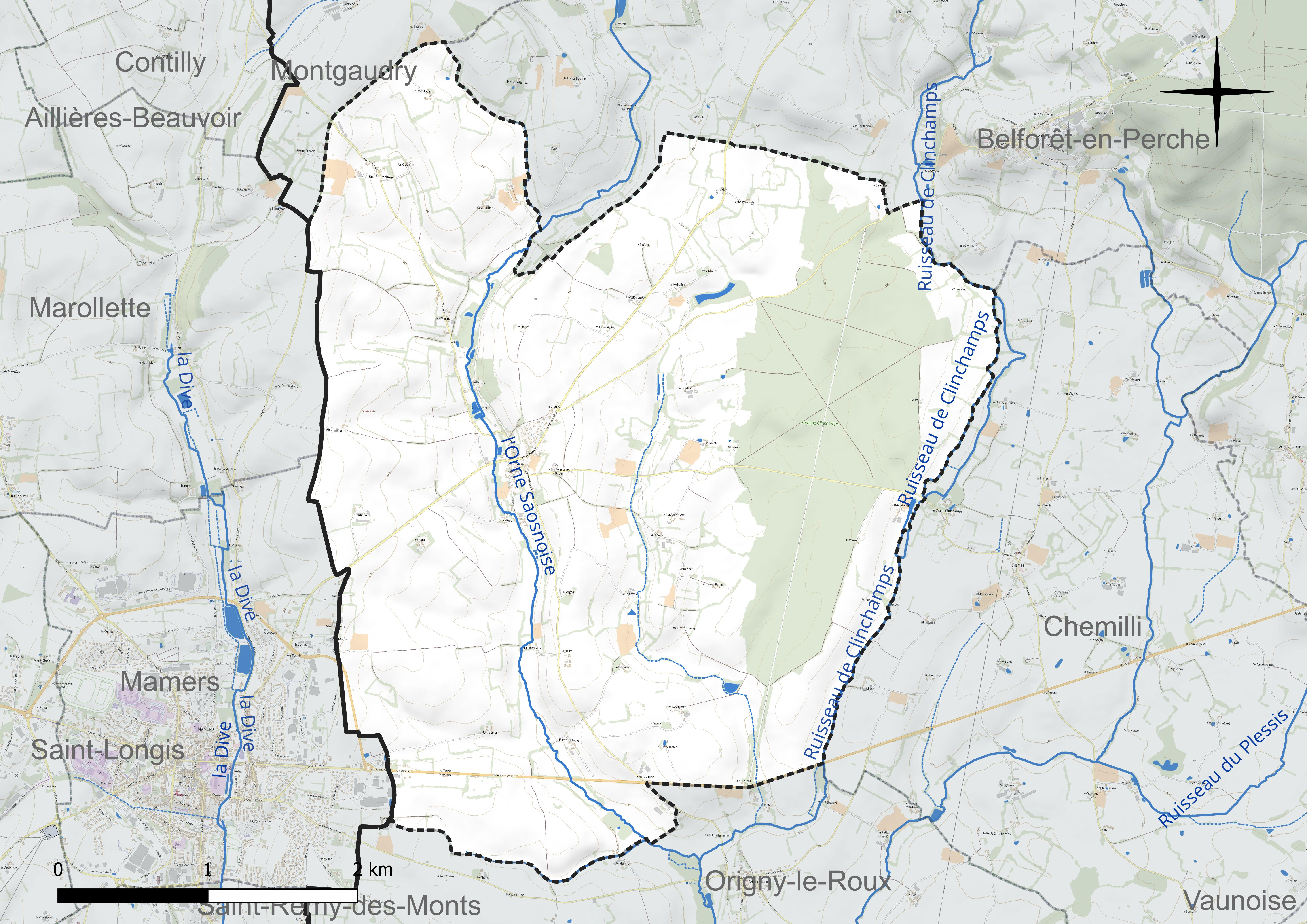
Réseau hydrographique de Suré.

### Climat
Pour des articles plus généraux, voir Climat de la Normandie et Climat de l'Orne.
En 2010, le climat de la commune est de type climat océanique dégradé des plaines du Centre et du Nord, selon une étude du CNRS s'appuyant sur une série de données couvrant la période 1971-2000. En 2020, Météo-France publie une typologie des climats de la France métropolitaine dans laquelle la commune est exposée à un climat océanique altéré et est dans la région climatique Normandie (Cotentin, Orne), caractérisée par une pluviométrie relativement élevée (850 mm/a) et un été frais (15,5 °C) et venté. Parallèlement le GIEC normand, un groupe régional d’experts sur le climat, différencie quant à lui, dans une étude de 2020, trois grands types de climats pour la région Normandie, nuancés à une échelle plus fine par les facteurs géographiques locaux. La commune est, selon ce zonage, exposée à un « climat des plateaux abrités », se caractérisant par une pluviométrie et des contraintes thermiques modérées mais aussi, par effet de continentalité, des températures plus contrastées qu'au nord dans la plaine de Caen, avec communément 10 à 15 jours par an de plus de froid en hiver et de chaleur en été.
Pour la période 1971-2000, la température annuelle moyenne est de 10,8 °C, avec une amplitude thermique annuelle de 14 °C. Le cumul annuel moyen de précipitations est de 728 mm, avec 12 jours de précipitations en janvier et 7,4 jours en juillet. Pour la période 1991-2020, la température moyenne annuelle observée sur la station météorologique la plus proche, située sur la commune de Commerveil à 6 km à vol d'oiseau, est de 11,9 °C et le cumul annuel moyen de précipitations est de 712,2 mm,. Pour l'avenir, les paramètres climatiques de la commune estimés pour 2050 selon différents scénarios d’émission de gaz à effet de serre sont consultables sur un site dédié publié par Météo-France en novembre 2022.

## Urbanisme

### Typologie
Au 1er janvier 2024, Suré est catégorisée commune rurale à habitat dispersé, selon la nouvelle grille communale de densité à sept niveaux définie par l'Insee en 2022.
Elle est située hors unité urbaine. Par ailleurs la commune fait partie de l'aire d'attraction de Mamers, dont elle est une commune de la couronne,. Cette aire, qui regroupe 21 communes, est catégorisée dans les aires de moins de 50 000 habitants,.

### Occupation des sols
L'occupation des sols de la commune, telle qu'elle ressort de la base de données européenne d’occupation biophysique des sols Corine Land Cover (CLC), est marquée par l'importance des territoires agricoles (83,5 % en 2018), une proportion identique à celle de 1990 (83,5 %). La répartition détaillée en 2018 est la suivante : 
terres arables (62,8 %), prairies (19,7 %), forêts (16,4 %), zones agricoles hétérogènes (1 %), zones urbanisées (0,1 %). L'évolution de l’occupation des sols de la commune et de ses infrastructures peut être observée sur les différentes représentations cartographiques du territoire : la carte de Cassini (XVIIIe siècle), la carte d'état-major (1820-1866) et les cartes ou photos aériennes de l'IGN pour la période actuelle (1950 à aujourd'hui).

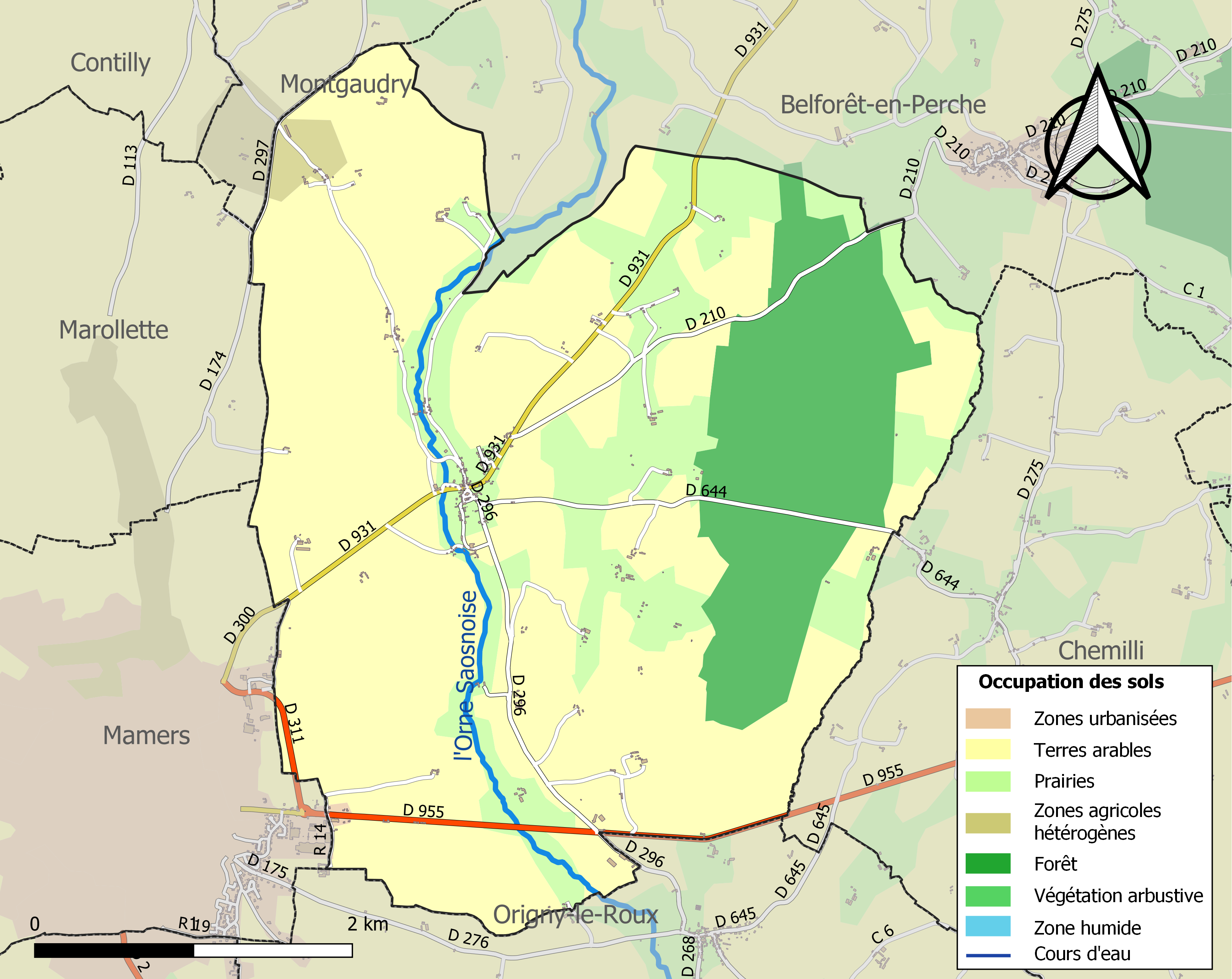
Carte des infrastructures et de l'occupation des sols de la commune en 2018 (CLC).

## Toponymie
Le nom de la localité est attesté sous les formes Suriacus en 861, Sureyum en 1373.
Un anthroponyme serait à l'origine du toponyme Suré : le latin Surius pour Albert Dauzat et Charles Rostaing, le roman Severius ou Seperius pour René Lepelley suffixé de -acum/-acus.
Le gentilé est  Suréen.

## Politique et administration
| Période                                  | Période   | Identité       | Étiquette | Qualité           |
| ---------------------------------------- | --------- | -------------- | --------- | ----------------- |
| 1995                                     | mars 2008 | Henri Hayes    |           | Retraité          |
| mars 2008                                | En cours  | Bernard Michel | SE        | Agent hospitalier |
| Les données manquantes sont à compléter. |           |                |           |                   |

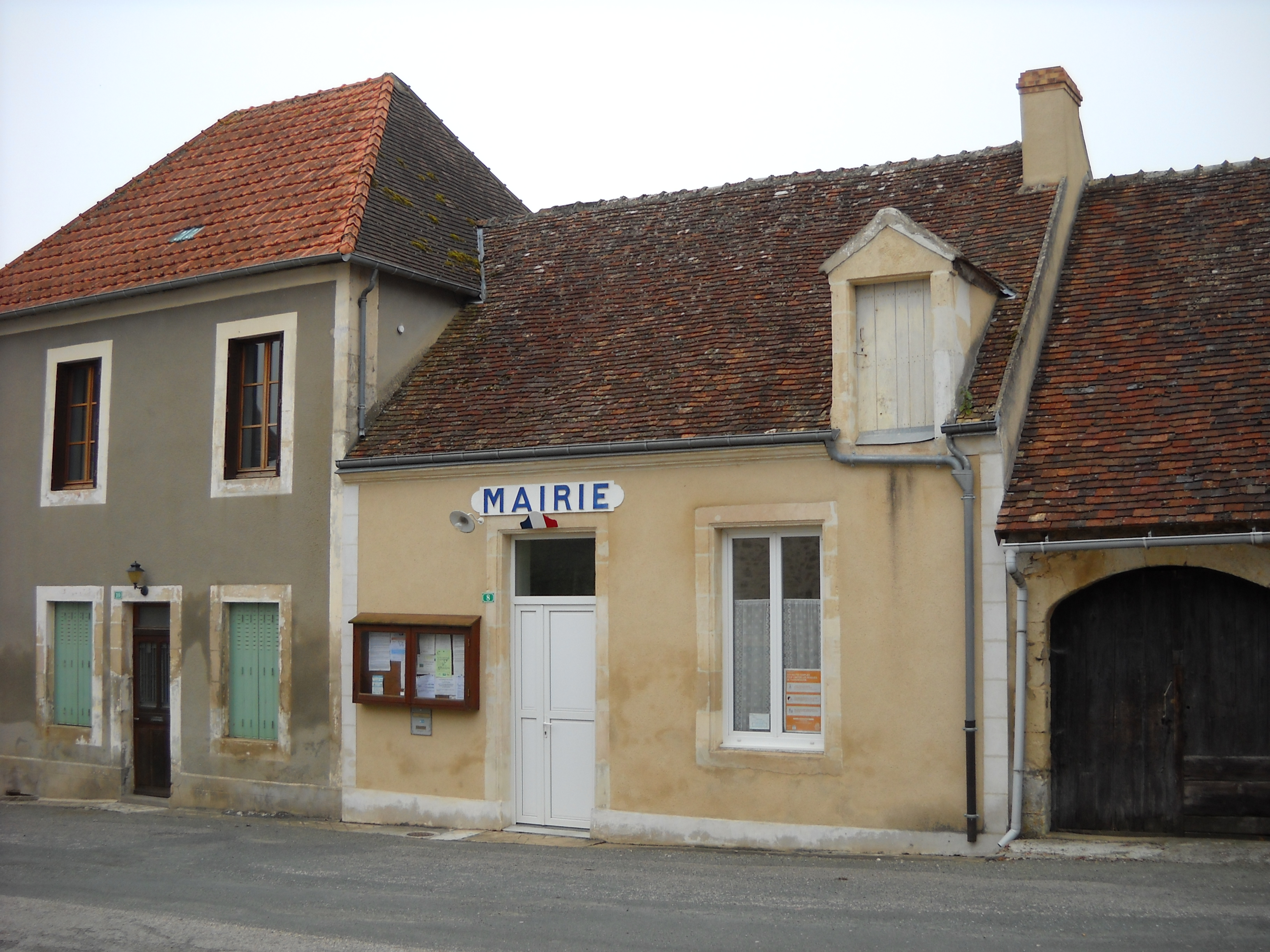
La mairie.

Le conseil municipal est composé de onze membres dont le maire et trois adjoints.

## Démographie
L'évolution du nombre d'habitants est connue à travers les recensements de la population effectués dans la commune depuis 1793. Pour les communes de moins de 10 000 habitants, une enquête de recensement portant sur toute la population est réalisée tous les cinq ans, les populations de référence des années intermédiaires étant quant à elles estimées par interpolation ou extrapolation. Pour la commune, le premier recensement exhaustif entrant dans le cadre du nouveau dispositif a été réalisé en 2005.
En 2022, la commune comptait 278 habitants, en stagnation par rapport à 2016 (Orne : −3,21 %, France hors Mayotte : +2,11 %).
Suré a compté jusqu'à 932 habitants en 1836.
| 1793 | 1800 | 1806 | 1821 | 1836 | 1841 | 1846 | 1851 | 1856 |
| ---- | ---- | ---- | ---- | ---- | ---- | ---- | ---- | ---- |
| 742  | 815  | 872  | 820  | 932  | 927  | 892  | 858  | 871  |

| 1861 | 1866 | 1872 | 1876 | 1881 | 1886 | 1891 | 1896 | 1901 |
| ---- | ---- | ---- | ---- | ---- | ---- | ---- | ---- | ---- |
| 797  | 798  | 760  | 719  | 644  | 633  | 585  | 514  | 481  |

| 1906 | 1911 | 1921 | 1926 | 1931 | 1936 | 1946 | 1954 | 1962 |
| ---- | ---- | ---- | ---- | ---- | ---- | ---- | ---- | ---- |
| 467  | 433  | 407  | 417  | 393  | 374  | 390  | 358  | 292  |

| 1968 | 1975 | 1982 | 1990 | 1999 | 2005 | 2006 | 2010 | 2015 |
| ---- | ---- | ---- | ---- | ---- | ---- | ---- | ---- | ---- |
| 279  | 241  | 253  | 258  | 291  | 294  | 289  | 269  | 278  |

| 2020 | 2022 | - | - | - | - | - | - | - |
| ---- | ---- | - | - | - | - | - | - | - |
| 274  | 278  | - | - | - | - | - | - | - |

## Culture locale et patrimoine

### Lieux et monuments

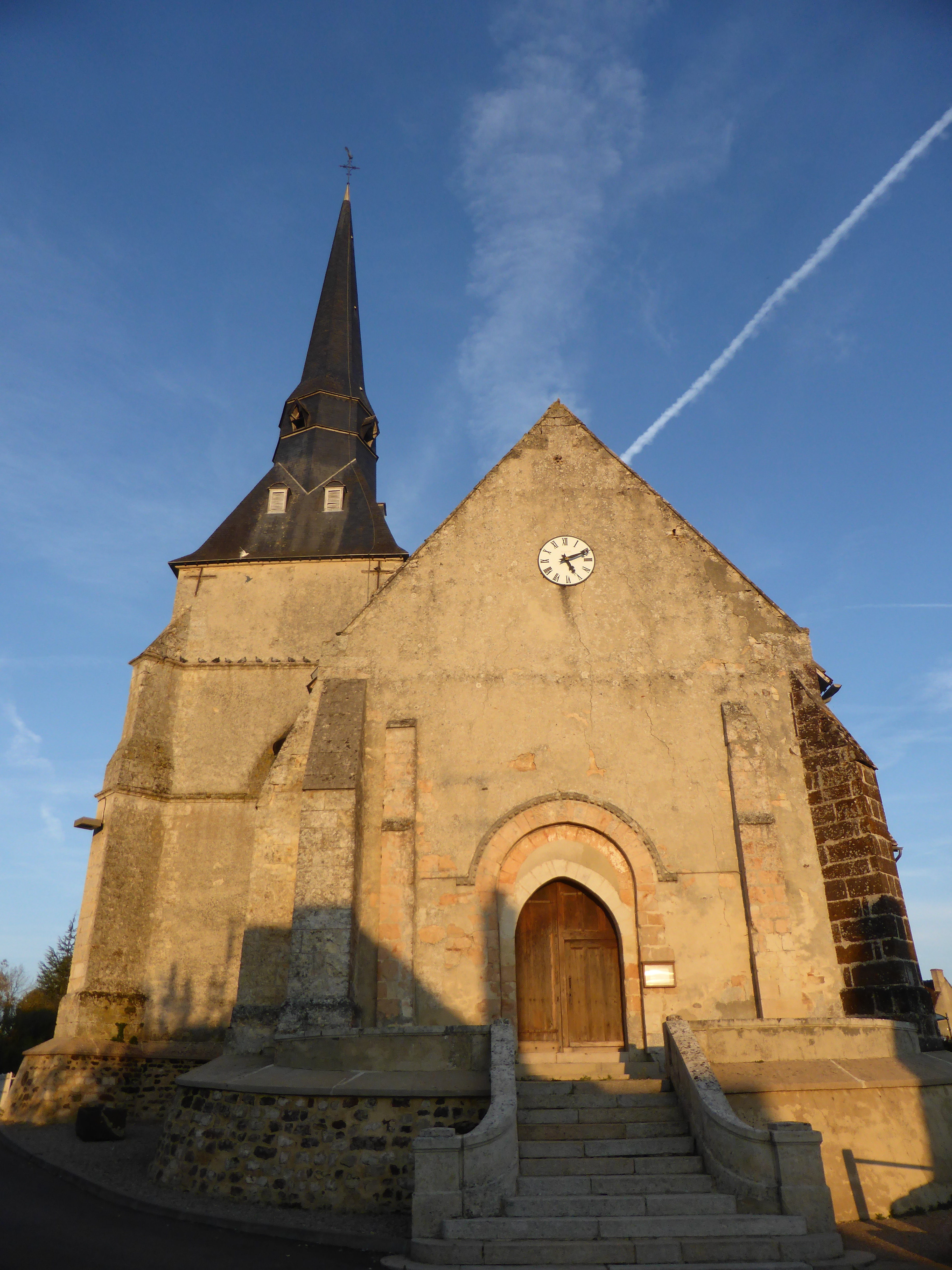
L'église Saint-Martin.

- Église Saint-Martin (XVIe siècle). Elle abrite trois retables et un groupe sculpté (La Charité de saint Martin) classés à titre d'objets aux Monuments historiques[28].

### Activités et manifestations
Un vide-greniers a lieu tous les ans au mois de juin.

### Héraldique
| Blason de Suré | Blason  | Coupé ondé : au 1er : parti au I de gueules à deux léopards d'or armés et lampassés d'azur, l'un au-dessus de l'autre, au II de sinople à l'épée renversée d'argent posée en barre, la lame recouverte d'un manteau d'or, au 2e d'azur à sept épis de blé d'or posés en éventail et liés de gueules. |
| Blason de Suré | Détails | Les léopards d'or sur champ de gueules rappellent les armes de la Normandie Création Jean-François Binon. Adopté en juin 2016. |